# Domena rozgłoszeniowa
Domena rozgłoszeniowa (ang. broadcast domain) – logiczny segment sieci, w którym jakikolwiek komputer lub inne urządzenie podłączone do sieci może bezpośrednio wykonywać transmisję do jakiegokolwiek innego urządzenia w tejże domenie, bez przechodzenia przez urządzenia brzegowe (rutujące). Warunkiem jest, by urządzenia dzieliły tę samą podsieć i były w tym samym VLAN.
Z innej strony domena rozgłoszeniowa jest segmentem sieci, w którym rozpowszechniane są pakiety typu broadcast, a jego granicę stanowią routery lub sieci wirtualne.